# Comuna Novi Krîvotulî, Tîsmenîțea
Novi Krîvotulî (în ucraineană Нові Кривотули) este o comună în raionul Tîsmenîțea, regiunea Ivano-Frankivsk, Ucraina, formată din satele Novi Krîvotulî (reședința) și Ternovîțea.

## Demografie
Componența lingvistică a comunei Novi Krîvotulî
     Ucraineană (99,78%)
     Alte limbi (0,22%)
Conform recensământului din 2001, majoritatea populației comunei Novi Krîvotulî era vorbitoare de ucraineană (99,78%), existând în minoritate și vorbitori de alte limbi.